# Tachytrechus californicus
Tachytrechus californicus är en tvåvingeart som beskrevs av Harmston och Frank Hall Knowlton 1963. Tachytrechus californicus ingår i släktet Tachytrechus och familjen styltflugor.
Artens utbredningsområde är Kalifornien. Inga underarter finns listade i Catalogue of Life.